# قلب‌های ناآرام
قلب‌های ناآرام فیلمی به کارگردانی مجید مظفری و نویسندگی سپیده قناعتی محصول سال ۱۳۸۱ است.

## خلاصه داستان
بابک در یک میهمانی بر اثر اتفاقی از بلندی پرتاب می‌شود و دچار مرگ مغزی می‌شود. در بیمارستانی که بابک را بستری کرده‌اند، دختری به نام مریم نیز بستری است و برای زنده ماندن نیاز به پیوند قلب دارد. پزشک معالج مریم متوجه می‌شود که قلب بابک را می‌توان به مریم پیوند زد. به هر حال خانواده بابک پیشنهاد آنها را می‌پذیرند. مریم که بعد از این پیوند حالش خوب شده، برای تشکر اسباب آزادی بهرام برادر بابک را که به خاطر بدهی مالی در زندان است فراهم می‌کند. طی این مدت دوستی عمیق بین الهه ـ خواهر بابک و بهرام ـ و مریم شکل می‌گیرد. مریم از سویی نیز با خانواده اش اختلاف دارد. از طرفی خانواده و پدرش اصرار دارند که او به عقد پسرخاله اش که در خارج زندگی می‌کند، دربیاید. از طرفی مریم می‌خواهد در رشته موسیقی تحصیل کند. او از الهه راهنمایی می‌خواهد، و الهه می‌گوید برادرش بهرام، موزیسین و خواننده است و می‌تواند به مریم کمک کند. پدر مریم که نگران رفت و آمد دخترش به خانه الهه و بهرام است، مریم را تهدید می‌کند که باید حتماً ازدواج کند و دست از آموختن موسیقی بردارد. روز ازدواج حال مریم بد می‌شود و او را به بیمارستان می‌برند. دکتر می‌گوید که بر اثر هیجان و استرس بدن مریم قلب را پس زده و او برای ادامه زندگی نیاز به امید دارد. دکتر توصیه می‌کند که پدر مریم با بهرام تماس بگیرد. بهرام به بیمارستان می‌آید و مریم از او درخواست می‌کند که برای آخرین بار ترانه‌ای که بهرام ساخته، بشنود. به دستور دکتر تمام این ترانه را در بیمارستان پخش می‌کنند و پس از تمام شدن ترانه مریم می‌میرد و بهرام از اتاق بیرون می‌آید.

## بازیگران
- شیلا خداداد
- حمید خندان
- بهزاد فراهانی
- نیکو خردمند
- حبیب دهقان نسب
- آناهیتا همتی
- بیژن افشار
- سوگل خداداد
- مجید مظفری